# 355-й истребительный авиационный полк
355-й истребительный авиационный орденов Кутузова и Александра Невского полк (355-й иап) — воинская часть Военно-воздушных сил (ВВС) Вооружённых Сил РККА, принимавшая участие в боевых действиях Великой Отечественной войны.

## Наименования полка
За весь период своего существования полк несколько раз менял своё наименование:
- 355-й истребительный авиационный полк
- 355-й истребительный авиационный ордена Александра Невского полк
- 355-й истребительный авиационный орденов Александра Невского и Кутузова III степени полк
- 355-й истребительный авиационный орденов Александра Невского и Кутузова III степени полк ВВС Черноморского флота
- 355-й истребительный авиационный орденов Александра Невского и Кутузова III степени полк ПВО
- Полевая почта 54808

## Создание полка
355-й истребительный авиационный полк формировался в январе 1944 года на базе Учебно-тренировочного центра и частей 245-й истребительной авиационной дивизии 12-й воздушной армии Забайкальского фронта по штату 015/284 на самолётах И-16. Введён в состав 12-й ВА приказом НКО СССР

## Переименование полка

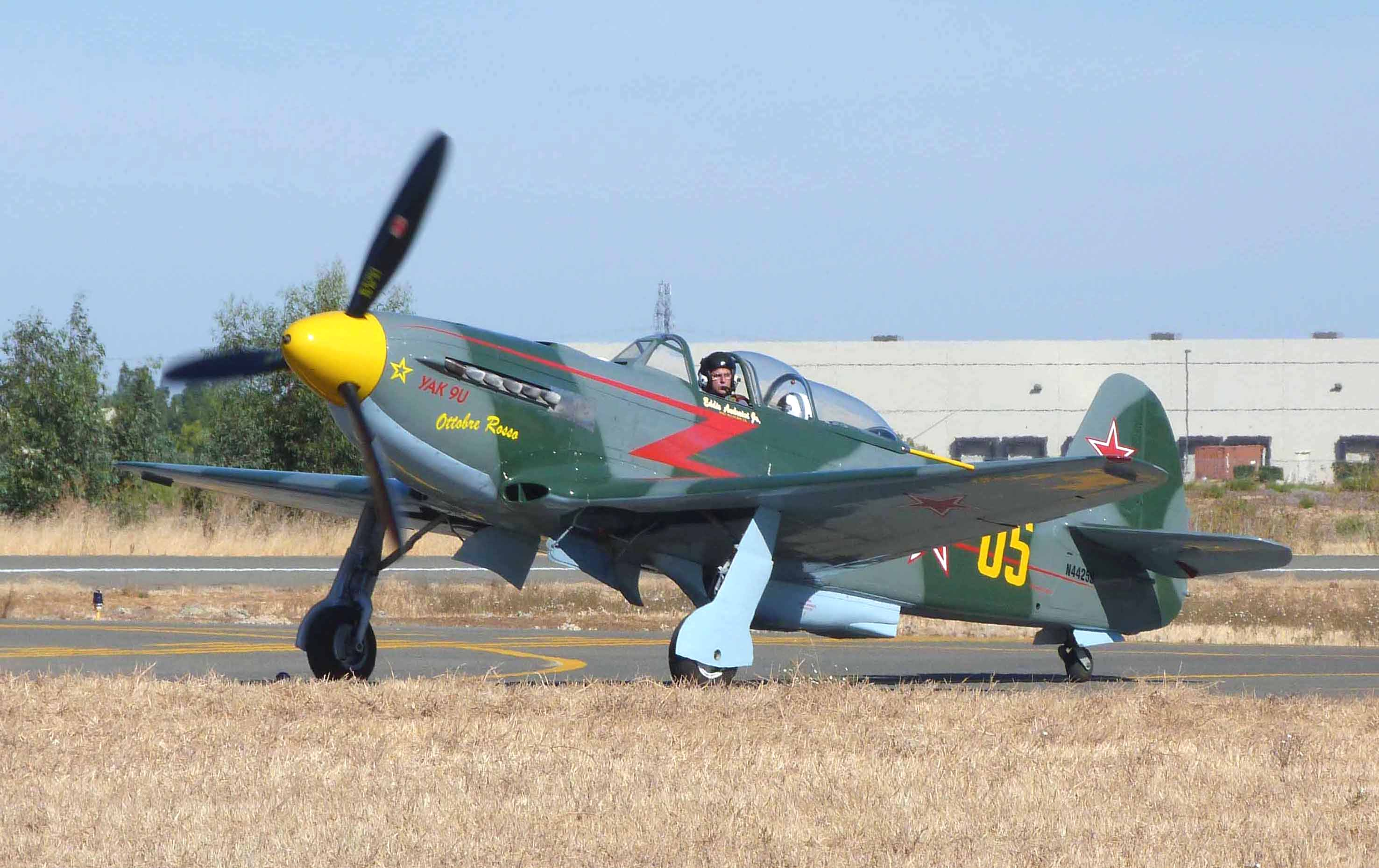
Як-9У

- 355-й истребительный авиационный орденов Александра Невского и Кутузова III степени полк 25 апреля 1953 года был передан вместе с дивизией в состав ВВС Черноморского флота и получил наименование 355-й истребительный авиационный орденов Александра Невского и Кутузова III степени полк ВВС Черноморского флота.
- 355-й истребительный авиационный орденов Александра Невского и Кутузова III степени полк ВВС Черноморского флота в январе 1957 года был передан из ВВС Черноморского флота в войска ПВО и получил наименование 355-й истребительный авиационный орденов Александра Невского и Кутузова III степени полк ПВО.

## Расформирование полка
355-й истребительный авиационный орденов Александра Невского и Кутузова III степени полк ПВО 30 марта 1958 года был расформирован вместе со 181-й иад

## В действующей армии
В составе действующей армии:
- с 14 ноября 1944 года по 11 мая 1945 года

## Командиры полка
- капитан Смирнов Иван Лукьянович[7], 01.1944 — 03.1944
- майор Василевич Михаил Иванович[7], 24.03.1944 — 14.11.1944
- подполковник Еремин Алексей Устинович[7], 14.11.1944 — 11.05.1945

## В составе соединений и объединений
| Период        | Фронт (округ)                        | армия                            | корпус                                 | дивизия                                          | примечание                                                                                  |
| ------------- | ------------------------------------ | -------------------------------- | -------------------------------------- | ------------------------------------------------ | ------------------------------------------------------------------------------------------- |
| 01.01.1944 г. | Забайкальский фронт                  | 12-я воздушная армия             |                                        |                                                  | И-16                                                                                        |
| 11.08.1944 г. | Забайкальский фронт                  | 12-я воздушная армия             |                                        |                                                  | приступил к переучиванию на Як-9                                                            |
| 15.08.1944 г. | Орловский военный округ              | ВВС округа                       |                                        | 181-я истребительная авиационная дивизия         | приступил к подготовке для отправки в действующую армию и переформированию по штату 015/364 |
| 06.09.1944 г. | Резерв Верховного Главнокомандования | 6-я воздушная армия              | 3-й штурмовой авиационный корпус       | 181-я истребительная авиационная дивизия         | Як-9                                                                                        |
| 30.10.1944 г. | Резерв Верховного Главнокомандования |                                  | 3-й штурмовой авиационный корпус       | 181-я истребительная авиационная дивизия         | Як-9                                                                                        |
| 14.11.1944 г. | 1-й Украинский фронт                 | 2-я воздушная армия              | 3-й штурмовой авиационный корпус       | 181-я истребительная авиационная дивизия         | Як-9                                                                                        |
| 11.05.1945 г. | 1-й Украинский фронт                 | 2-я воздушная армия              | 3-й штурмовой авиационный корпус       | 181-я истребительная авиационная дивизия         | Як-9                                                                                        |
| 10.06.1945 г. | Центральная группа войск             | 2-я воздушная армия              | 3-й штурмовой авиационный корпус       | 181-я истребительная авиационная дивизия         | Як-9                                                                                        |
| 10.06.1945 г. | Центральная группа войск             | 2-я воздушная армия              | 3-й штурмовой авиационный корпус       | 181-я истребительная авиационная дивизия         | Як-9                                                                                        |
| 05.11.1945 г. | Центральная группа войск             | 2-я воздушная армия              | 3-й штурмовой авиационный корпус       | 181-я истребительная авиационная дивизия         | вместе с 181-й иад ж/д транспортом перебазировался в Таврический военный округ (Крым)       |
| 10.12.1945 г. | Таврический военный округ            | ВВС округа                       |                                        | 181-я истребительная авиационная дивизия         |                                                                                             |
| 12.09.1952 г. | Таврический военный округ            | ВВС округа                       | 52-й истребительный авиационный корпус | 181-я истребительная авиационная дивизия         | МиГ-15                                                                                      |
| 25.04.1953 г. | Черноморский флот ВМФ СССР           | ВВС Черноморского флота ВМФ СССР |                                        | 181-я истребительная авиационная дивизия ВВС ВМФ | МиГ-15                                                                                      |
| 01.05.1953 г. | Черноморский флот ВМФ СССР           | ВВС Черноморского флота ВМФ СССР |                                        | 181-я истребительная авиационная дивизия ВВС ВМФ | начал осваивать МиГ-17                                                                      |
| 01.01.1957 г. | ПВО страны                           | Одесский корпус ПВО              | Крымская дивизия ПВО                   | 181-я истребительная авиационная дивизия ПВО     | МиГ-17                                                                                      |
| 30.03.1958 г. | ПВО страны                           | Одесский корпус ПВО              | Крымская дивизия ПВО                   |                                                  | расформирован                                                                               |

## Участие в операциях и битвах
- Сандомирско-Силезская операция с 12 января 1945 года по 3 февраля 1945 года.
- Нижне-Силезская наступательная операция с 8 февраля 1945 года по 24 февраля 1945 года.
- Верхне-Силезская наступательная операция с 15 марта 1945 года по 31 марта 1945 года.
- Берлинская наступательная операция с 16 апреля 1945 года по 8 мая 1945 года.
- Пражская операция с 6 мая 1945 года по 11 мая 1945 года.

## Первая победа полка в воздушном бою
Первая известная воздушная победа полка в Отечественной войне одержана 16 января 1945 года: лейтенант Бурунков Н. Г. на самолёте Як-9 в воздушном бою сбил немецкий истребитель Ме-109.

## Награды
- 355-й истребительный авиационный полк за образцовое выполнение боевых заданий командования в боях при очищении от противника Домбровского угольного района и южной части промышленного района немецкой Верхней Силезии и проявленные при этом доблесть и мужество Указом Президиума Верховного Совета СССР от 5 апреля 1945 года награждён орденом «Александра Невского».
- 355-й ордена Александра Невского истребительный авиационный полк за образцовое выполнение боевых заданий командования в боях с немецкими захватчиками при овладении городами Ратибор и Бискау и проявленные при этом доблесть и мужество Указом Президиума Верховного Совета СССР от 26 апреля 1945 года награждён орденом «Кутузова III степени».

## Благодарности Верховного Главнокомандующего
Верховным Главнокомандующим лётчикам полка объявлены благодарности:
- за овладение городами Ченстохова, Пшедбуж и Радомско[8]
- за прорыв обороны немцев и разгром войск противника юго-западнее Оппельна[9]

## Отличившиеся воины
- Ерёмин Алексей Устинович, подполковник, командир 355-го истребительного авиационного полка 181-й истребительной авиационной дивизии 3-го штурмового авиационного корпуса 2-й воздушной армии Указом Президиума Верховного Совета СССР от 27 июня 1945 года удостоен звания Герой Советского Союза. Золотая Звезда № 7711.

## Лётчики-асы полка
| Фамилия, имя отчество       | Награды | Сбито самолётов | Примечание                              |
| --------------------------- | ------- | --------------- | --------------------------------------- |
| Бурунков Николай Георгиевич |         | 6               | Боевых вылетов: 798.                    |
| Долгунов Александр Петрович |         | 7               | Боевых вылетов: 80.                     |
| Дугин Алексей Васильевич    |         | 6               | Боевых вылетов: 97.                     |
| Ерёмин Алексей Устинович    |         | 17 + 1          | Боевых вылетов: более 100.              |
| Кузнецов Василий Никитович  |         | 5               | Боевых вылетов: 78.                     |
| Лаптев Михаил Яковлевич     |         | 5               | Боевых вылетов: 103; воздушных боев: 21 |
| Чаплыгин Павел Сергеевич    |         | 5               | Боевых вылетов: 105; воздушных боев: 17 |

## Итоги боевой деятельности полка
Всего за годы Великой Отечественной войны полком:
| Выполнено боевых вылетов | Сбито самолётов в воздухе | Уничтожено самолётов всего |
| ------------------------ | ------------------------- | -------------------------- |
| 2438                     | 79                        | 89                         |

Свои потери:
| Потеряно самолётов, всего | Погибло лётчиков всего |
| ------------------------- | ---------------------- |
| 13                        | 7                      |

## Самолёты на вооружении
| Период      | Самолёты |
| ----------- | -------- |
| 1944 — 1944 | И-16     |
| 1944 — 1951 | Як-9     |
| 1945 — 1947 | Як-39    |
| 1951 — 1954 | МиГ-15   |
| 1954 — 1958 | МиГ-17   |

| МиГ-17 | МиГ-15 | МиГ-17 |

## Базирование
| Период                  | Аэродром                  |
| ----------------------- | ------------------------- |
| 05.1945 — 27.07.1945    | Болеславец, Германия      |
| 27.07.1945 — 09.11.1945 | Будапешт, Венгрия         |
| 10.12.1945 — 01.01.1954 | Джанкой, Крымская область |
| 01.01.1954 — 30.03.1958 | Евпатория, Крым           |